# Sem (illustratore)
Sem, pseudonimo di Georges Goursat (Périgueux, 23 novembre 1863 – Parigi, 24 novembre 1934), è stato un illustratore e scrittore francese.

## Biografia
Autodidatta, Sem si applica a diverse forme di comunicazione, dall'illustrazione per la stampa alla pubblicità e alla creazione di album che saranno il suo marchio di fabbrica, accompagnando la trasformazione dei mezzi di comunicazione dell'inizio del Novecento. In un appetito creativo che non si cura dei limiti fra arti applicate e arti plastiche, contribuisce alla diffusione di nuove tecniche, partecipando alle prime fasi di ciò che diventerà noto come comunicazione visiva. 
Goursat si trasferisce a Parigi nel 1900, all'età di trentasette anni e ormai padrone del proprio stile. Sceglie il nome con cui si firma, Sem, in omaggio all'illustratore Amédée de Noé, detto Cham, di cui è ammiratore. Sem si allontana dalla tradizione satirica e dal suo maestro per un originale trattamento che fa del genere della caricatura, a metà strada tra il ritratto in situ e la caricatura stessa. La sua è una rappresentazione sintetica molto leggibile: aree di colore circondate dal nero, con sfondi colorati e caratteri in primo piano. Aree colorate e linee dal tratto nervoso sostituiranno gradualmente i personaggi lillipuziani con la testa gigante, ereditata dalla tradizione della caricatura.
Dopo Périgueux, la sua città natale, Bordeaux e Marsiglia, dove ha ritratto sui giornali del luogo personaggi locali, donne e uomini comuni, lavoratori di strada e baristi, Sem affronta la vita parigina nei suoi luoghi più celebri, da Maxim's all'ippodromo di Longchamp. Approfittando dell'età dell'oro della caricatura, trova nel disegno di figure umane l'oggetto del suo lavoro. La stampa parigina accoglie con interesse i suoi disegni, che troveranno eco in un pubblico affamato di immagini e di ritratti di celebrità. Nella primavera del 1900, quando Sem arriva a Parigi, si è in piena esposizione universale. La città intende dimostrare il suo potere alla vigilia della prima guerra mondiale. L'esposizione, vetrina di una Francia ricca di un vasto impero e di una fiorente industria che sa contribuire allo sviluppo delle arti, impegna tutti i parigini. Sem parteciperà a questa effervescenza e contribuirà a forgiare i miti del primo Novecento: la fede nella modernità e le conquiste del progresso. È con l'album Le Turf che conquisterà Parigi.

### 1900-1914

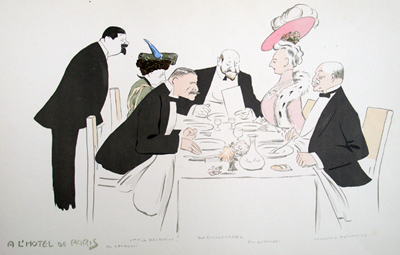
Scena all'Hôtel de Paris

Il mondo delle corse dà a Sem il suo passaporto per la vita mondana e il campo di osservazione per tutta la sua produzione.
Dal 1900 al 1914 usciranno dai quaderni di Sem quattordici album. Sem segue la società ricca e mondana nei suoi territori; in pochi mesi, produce la galleria di ritratti che forniranno dei modelli per Proust, Sacha Guitry e Jules Renard. Nel gennaio del 1906 una fotografia pubblicata su  L'Instantané, supplemento illustrato della Revue Hebdomadaire, lo ritrae accanto al celebre cantante Chaliapin, che gli posa un braccio attorno alle spalle.
Il suo primo album, singolare oggetto editoriale, lo porterà in prima linea nella scena mondiale. Si troverà così a frequentare tutti i luoghi alla moda, caffè e teatri a Parigi, spiagge a Deauville, casinò a Monte Carlo. Gli album, stampati in un numero molto ridotto di copie, da cento a cinquecento, sono messi in vendita dallo stampatore.
Nel 1909 organizza in Rue Royale a Parigi, assieme a Auguste Roubille, un diorama, un'installazione molto alla moda all'inizio del secolo. Sagome anonime tagliate su compensato rappresentanti animali, cavalli e carrozze formano una sfilata diretta alle gare.

### 1914-1918

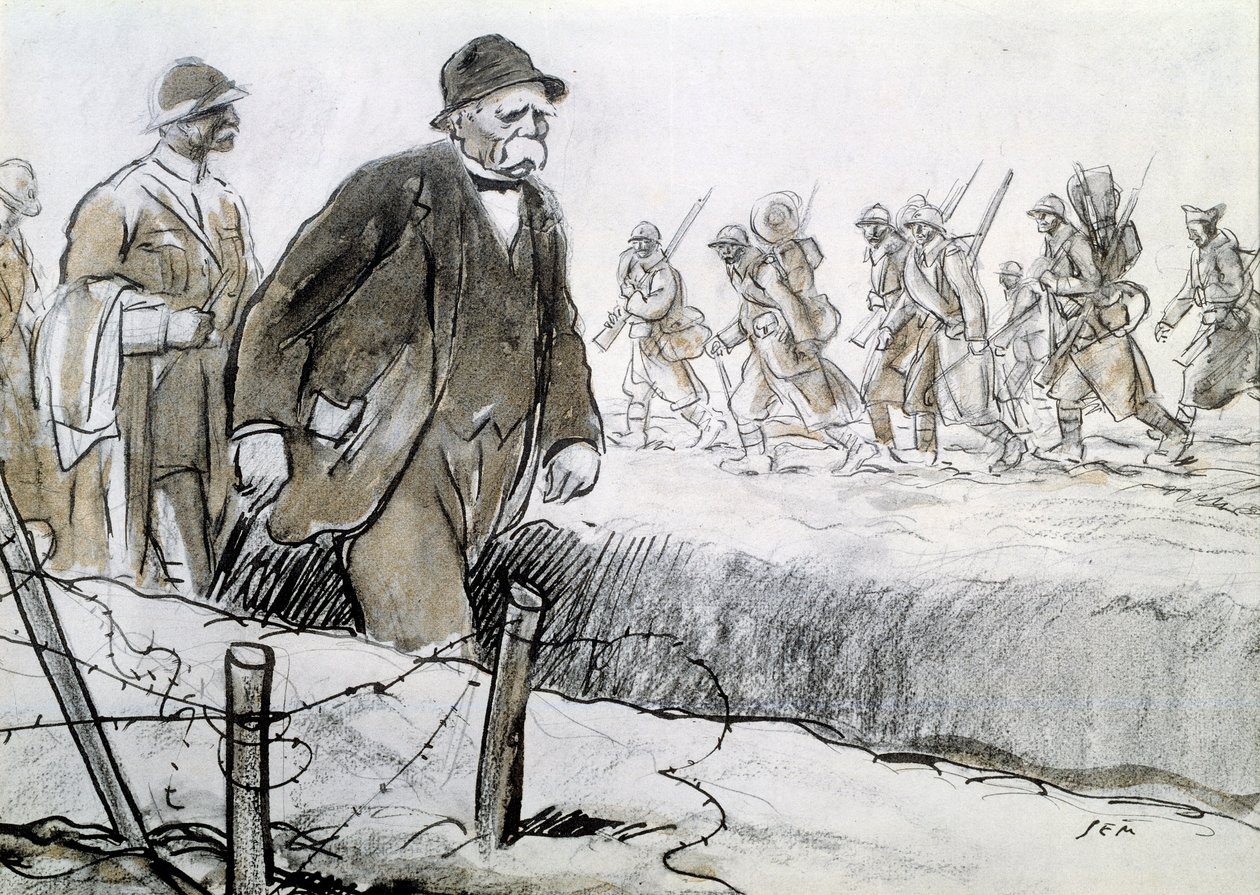
Clemenceau nelle trincee

Corrispondente di guerra per Le Journal, i suoi scritti vengono raccolti in Un pékin sur le front, in cui, nonostante non si possa contare fra gli scrittori impegnati che denunciarono le condizioni di vita nelle trincee, esprime un'emozione che sorprenderà una società che manda i suoi uomini sul campo di battaglia come se si trattasse dell'ultimo spettacolo alla moda. Le illustrazioni che accompagnano questi testi tornano a un disegno classico, trattato con carboncino e matita e arricchito con acquerello.  Nel 1918 produce anche 68 illustrazioni del processo Bolo-Pasha.

### 1918-1934

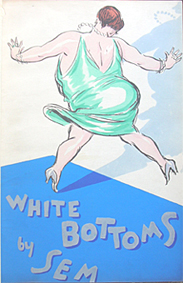
White Bottoms, ultimo album di Sem

All'indomani della guerra, Sem riprende il lavoro sui suoi taccuini e osserva una società in cambiamento: l'automobile ha sostituito i cavalli, il vestiario è cambiato, il jazz e il tango si diffondono in una Parigi che cerca di ridiventare la capitale del piacere voltando le spalle agli orrori della guerra. L'elettricità cambia la vita dei parigini. Nuove figure, industriali e sportivi, occupano la scena. Sem li descrive negli album intitolati Le Nouveau Monde, mentre parallelamente pubblica La Ronde de nuit. I centri della vita artistica si spostano verso Montparnasse e Montmartre. Sem è meno presente sulla scena artistica, ma la sua partecipazione al Salon de l’Araignée animato da Gus Bofa lo lega a una comunità di giovani artisti di ritorno dal fronte, che costituirà poi l'avanguardia europea. Il lavoro di Sem viene ancora esposto diverse volte.
Nel 1927 Sem pubblica il suo ultimo album, White Bottoms. Alla fine della sua vita moltiplica i viaggi in Inghilterra. Qui produce una trentina di album che descrivono un ambiente che l'ha adottato, ma di cui sa di rimanere a distanza.
Muore nel 1934, acclamato dalla stampa come artista e uomo di spirito che ha segnato un'epoca.

## Approccio artistico
Sem non rivendicò per sé la definizione né di caricaturista, né di artista. Vicino agli "artigiani-artisti" inglesi che seguono la progettazione e la fabbricazione dei loro libri, Sem segue attentamente la realizzazione dei suoi album: da un dettagliato lavoro di ricerca grafica, montaggi, piegature e collage produce il disegno originale; collabora con artigiani, acquista da sé la carta per ragioni economiche ma anche estetiche; si circonda nel suo lavoro di meticolosi professionisti, tra cui il colorista Jean Saudé che realizza i suoi stencil, ma anche personaggi come Rodin, la Maison Devambez e Maurice Pillard.

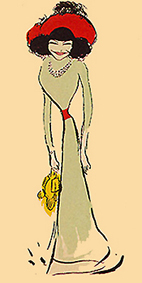
Polaire

Animato da grande curiosità, è attento all'irrompere del nuovo in tutte le sue manifestazioni, che si tratti degli apporti della fotografia, del cinema o della moda. Rimane estraneo alla corrente artistica del cubismo come a ogni altro movimento artistico costituito, pur sentendosi vicino ai surrealisti. Erede di Jules Chéret, legato a Leonetto Cappiello e amico del pittore Giovanni Boldini e vicino a Paul César Helleu e ad Abel Faivre, Sem si mantiene su una linea singolare erede del XIX secolo ma che integra, a volte anticipando in modo personale, i contributi di Novecento. L'opera di Sem interseca, durante i suoi trent'anni sulla scena artistica, figure che aprono la strada alla modernità nel mondo dell'arte (Cocteau, Foujita, Rodin), della moda (Coco Chanel, Paul Poiret), del teatro (Mounet-Sully, Sacha Guitry, Pierre Brasseur, Victorien Sardou, Edmond Rostand), della letteratura (Colette, Jules Renard, Paul Valéry, Tristan Bernard e Pierre Loti, che ritrarrà nella rivista Le Rire nel 1898) e del mondo sportivo (Santos-Dumont).
Al lavoro sugli album si aggiunge quello di illustratore per la stampa: a Parigi collabora regolarmente con Le Journal, Le Gaulois, L'Illustration, Le Figaro ed Excelsior. A Le Journal riserva dei reportage  illustrati su argomenti lontani dall'attualità e dalla politica.
Anche il campo della pubblicità è in ascesa: il manifesto pubblicitario ha già i suoi maestri quando Sem produce i suoi primi poster. Chéret, Cappiello, Mucha ne avevano definito i canoni e formato il gusto del pubblico. Sem semplificherà la grafica, riprendendo lo stile sintetico inaugurato da Toulouse-Lautrec che favorisce il gesto sull'aspetto decorativo.

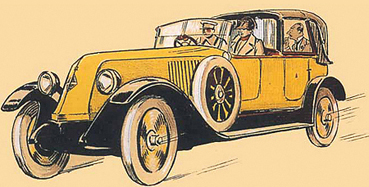
Illustrazione pubblicitaria

In questo campo Sem è in grado di trovare stili molto diversi e di adattare il suo disegno alle esigenze della comunicazione pubblicitaria. Questa capacità di adattamento fa sì che egli riesca a rinnovare la propria opera fino agli ultimi anni della sua vita.
Infine, Sem avvia, anche se tardivamente, un'attività di scrittura in cui riesce a usare un tono da cronista lontano dalle narrazioni stereotipate e dal pittoresco atteso in questo genere. Le sue pubblicazioni, La Ronde de nuit (Fayard, 1923), La Cathédrale de Reims (Plon, 1926), Un Pékin sur le Front (Lafitte, 1927), sono storie delicate e incisive quanto i suoi disegni.
Come illustratore di opere altrui, lavora a Les Ronds de Cuir di Georges Courteline. Suoi disegni si trovano in varie opere pubblicate dopo la guerra: Dans le monde où l’on s’abuse (Fayard, 1926), Ieri a Parigi di Max Aghion (Marchot 1940), il numero speciale dedicato alla caricatura della rivista Arts et métiers graphiques del 1932, il numero speciale (29) della rivista Le Crapouillot dedicato alla Belle Époque (1955).

## Opere

### Album e libri
Album di provincia
- Périgueux-Revue par Sem (I), M. E. Laporte, 16 aprile 1888
- Périgueux-Revue par Sem (II), M. E. Laporte, 13 luglio 1888
- Périgueux-Revue par Sem (III), pochoirs de Lorimey, luglio 1890
- Bordeaux-Revue (I), 8 febbraio 1890
- Album de Sem (Bordeaux-Revue II), 18 febbraio 1893
- Album de Sem [Marseille Revue], prima serie, giugno 1898
- Album de Sem [Marseille Revue], seconda serie, aprile 1899

Album parigini
- Le Turf par Sem, giugno 1900
- Album de Sem, [Parigi-Trouville], seconda serie, ottobre 1900
- Sem, terza serie, giugno 1901
- Les Acacias, s.d., 1901
- Sem au Bois, in collaborazione con Auguste Roubille, 1908
- Monte-Carlo, prima serie
- Monte-Carlo, seconda serie
- Sem à la mer [Deauville], agosto 1912
- Sem à la Mer Bleue [Monte-Carlo], febbraio 1913

- Tangoville, agosto 1913
- Le Vrai et le Faux chic, Succès, Parigi, 25 marzo 1914
- Le Grand monde à l'envers, agosto 1919
- Le Nouveau Monde à l'envers
- Le Nouveau Monde, prima serie
- Le Nouveau Monde, seconda serie, ottobre 1923
- Le Nouveau Monde, terza serie
- White bottoms by Sem, seconda serie, 1929

Album di guerra
- Quelques croquis de guerre par Sem, (1915-1916), Devambez, 1917
- Croquis de guerre par Sem (1917-1918), Devambez, 1918
- Affaire Bolo Pacha, 68 croquis d'audience par Sem, 1918

Album postumi
- Le Chapelier Lock, portfolio, école Estienne, 60 esemplari, 2006

Libri
- Un pékin sur le front, Pierre Lafitte, 1917
- Ronde de nuit, Arthème Fayard, 1923, 1928, 1930
- La Cathédrale de Reims, Plon, 1926

### Illustrazioni per la stampa
- L'Entracte périgourdin, 1886-1887
- L’Éventail périgourdin, 1887
- Périgueux illustré, 1887-1888
- La Gironde, 1888
- La Petite Gironde, 1888-1915
- Sports et Théâtres, 1894-1895
- Tourny-Noël, 1895-1931
- Tourny-Printemps, 1897
- Le Rire, 1897-1912
- Mondain Noël, 1898
- Le Bavard, 1899
- Le Gaulois du dimanche, 1901-1910
- L’Album, 1902
- L’Indiscret, 1902
- Revue illustrée, 1902
- La Vie au grand air, 1902-1903
- Le Canard sauvage, 1903
- Le Journal, 1903-1928 et 1931
- Paris illustré, 1904
- Les Sports modernes, 1905
- Je sais tout, 1905-1909, 1913, 1920-1921
- La Vie parisienne, 1905-1911
- Le Figaro, 1905-1917
- Les Annales, 1905-1931
- Oui lit rit, 1906
- Revue littéraire de Paris et de Champagne, 1906

- Fantasio (1906-1918), 1923
- L'Illustration, 1906-1919, 1929
- Musica, 1907
- Comica, 1908
- Le Malin, 1909-1913
- Le Nouveau Siècle, 1910
- Le Théâtre Excelsior, 1911-1917
- L'Homme libre, 1913
- Album-Revue des opinions, 1914
- Le Mot, 1915
- La Baïonnette, 1915-1918
- Le Poilu, 1917
- Femina, 1917, 1924
- La Grimace, 1918
- Le Perchoir, 1918
- Flirt, 1920
- Bagatelle, 1920
- La Charrette charrie, 1922
- Très sport
- Le cri de Paris
- J’ai vu
- Le Sourire
- Le Cyrano
- Les Humoristes
- Lectures pour tous
- Comœdia

### Illustrazioni per il teatro di Charles Baret
Charles Baret ha utilizzato i servizi di illustratori per promuovere gli attori o le opere teatrali dei suoi tour. Fra questi, sono di Sem:
- Mon ami Teddy, di André Rivoire et Lucien Besnard
- Félix Huguenet
- Max Dearly dans Le Bois Sacré (1910)
- Colette Willy
- Cahots et Cabots' (1916)